# Coptocercus crucigerus
Coptocercus crucigerus là một loài bọ cánh cứng trong họ Cerambycidae.